# Hidehiko Yuzaki
Hidehiko Yuzaki (湯崎 英彦, Yuzaki Hidehiko) est un homme politique japonais, né le 4 octobre 1965 à Hiroshima. Il est élu au poste de gouverneur de la préfecture de Hiroshima en 2009.